# Dolany u Olomouce

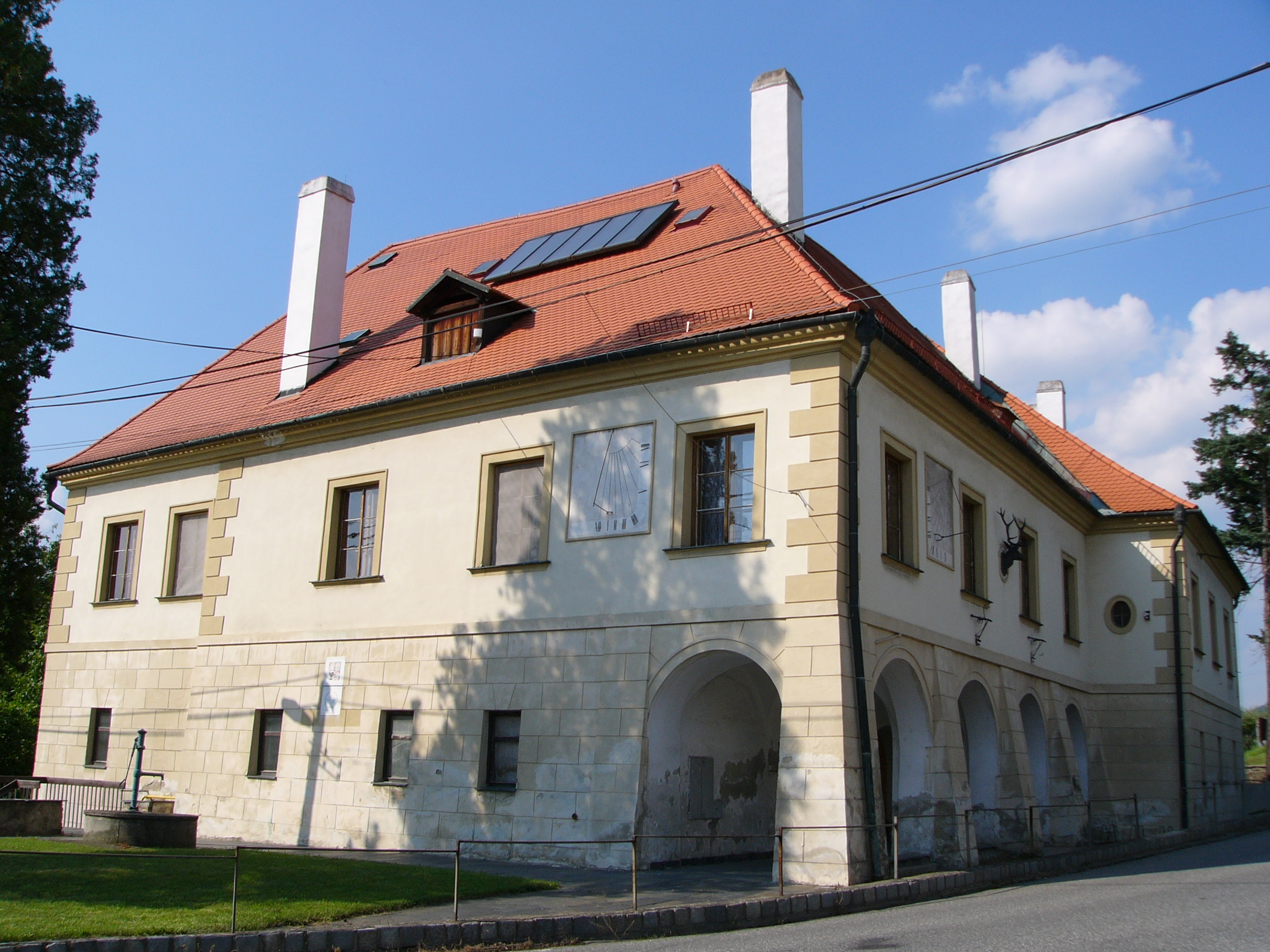
Schloss Dolany

Dolany (deutsch Dollein, auch Dolein, Delein) ist eine Gemeinde in Tschechien. Sie liegt acht Kilometer nordöstlich von Olomouc und gehört zum Okres Olomouc.

## Geographie
Dolany befindet sich am westlichen Fuße der Radíkovská vrchovina (Radikauer Bergland) über der Obermährischen Senke (Hornomoravský úval). Durch den Ort fließt der Bach Dolanský potok.
Nordöstlich erheben sich die Skalice (484 m) und Jedová (633 m), im Osten der Radíkovský kopec (444 m) mit dem Fernsehturm Radíkov sowie südöstlich der Svatý kopeček (412 m). 
Nachbarorte sind Bělkovice im Norden, Pohořany, Nové Sady und Véska im Nordosten, Dukla im Osten, Radíkov und Svatý Kopeček im Südosten, Tovéř im Süden, Hlušovice im Südwesten, Dolánky im Westen sowie Trusovice und Bohuňovice im Nordwesten.

## Geschichte
Die erste schriftliche Erwähnung von Dolan erfolgte 1235. Im Jahre 1264 wurde Wilhelm von Dolan als Besitzer des Gutes genannt, 1283 Ratmir von Dolan und 1320 Otanek und Racek von Dolan. Raceks Witwe Větislava verkaufte das Gut zusammen mit ihren Kindern an Beneš von Skoronice. Dieser veräußerte es 1355 an Beneš von Wildenberg und Bouzov. Im Jahre 1378 erwarb der Leitomischler Bischof Albrecht von Sternberg Dolany und Tovéř von den Brüdern Beneš und Půta von Bouzov. Im darauffolgenden Jahr schenkte der Bischof beide Dörfer zusammen mit weiteren Gütern der Kartause Tržek. Zwischen 1388 und 1409 errichtete der Orden bei Dolan die Kartause „Vallis Josaphat“ (auch Thal Josaphat; tschechisch Údoli Josafat). Ihr erster Prior war Stephan von Dolein, der als entschiedener Gegner der Lehren von John Wyclif und Jan Hus auftrat. Zwischen 1421 und 1427 flohen die Kartäuser mehrmals vor den Hussiten nach Olmütz. Diese nahmen die Kartause am 2. Februar 1425 ein und nutzten sie als Stützpunkt für ihre Angriffe gegen das katholische Olmütz. Nachdem die Hussiten wieder aus Dolany abgezogen waren, kaufte die Bürgerschaft die Kartause auf und ließ sie 1437 schleifen. Der Orden errichtete 1443 in Olmütz die Kartause „Domus Vallis Josephus“. Ab 1547 wurde der Ort als Dolein, 1561 als Döllein, 1691 als Dolain und 1771 als Dolanium bezeichnet.  Die Matriken werden seit 1642, bis 1645 teils auch in Jívová geführt. Bis zur Aufhebung des Ordens im Jahre 1782 blieb Dolany über 400 Jahre im Besitz der Kartäuser. Danach wurde die aus dem Städtchen Jívová sowie den Dörfern Dolany, Tovéř und Novosady bestehende Herrschaft Dolany mit den Gütern des ehemaligen Klosters Hradisko zur Kameralherrschaft Hradisch zusammengeschlossen und 1826 an Philipp Ludwig Graf Saint-Genois de Anneaucourt verkauft. 1786 wurde westlich des Ortes auf den Fluren eines aufgelösten herrschaftlichen Meierhofes die Ansiedlung Geblersdorf/Geblov gegründet. 
Nach der Aufhebung der Patrimonialherrschaften bildete Dolany/Dollein ab 1850 mit den Ansiedlungen Geblersdorf/Geblov und Novosady/Neudörfel eine Gemeinde in der Bezirkshauptmannschaft Olmütz. 1919 erfolgte die Eingemeindung von Weska/Véska. Ab 1921 gehörte die Gemeinde zum Okres Olomouc-venkov. Im Jahre 1930 lebten in Dolany 1848 Menschen, davon waren 1596 Tschechen und 248 Deutsche. Während der deutschen Besetzung wurde der Ortsteil Weska am 1. Mai 1939 im Zuge einer Grenzbereinigung mit dem Deutschen Reich von Dolany abgetrennt und als eigenständige Gemeinde dem deutschen Landkreis Sternberg zugeschlagen. Véska blieb auch nach Kriegsende zunächst weiterhin eigenständig. 1948 wurde Geblov in Dolánky umbenannt und verschmolz ab 1952 mit Dolany. 1950 kam Dolany zum Okres Olomouc-okolí und seit dessen Aufhebung im Jahre 1961 gehört der Ort zum Okres Olomouc. Im Jahre 1960 wurde Tovéř, 1974 Pohořany und zwei Jahre später auch Véska eingemeindet. Tovéř löste sich 1990 wieder los. 1991 hatte Dolany 1802 Einwohner. 1997 wurde der Neubau der Grundschule Alois Štěpánek fertiggestellt. Bei Véska entstand ein 18-Loch-Golfplatz. Bekanntestes Unternehmen war die Likörfabrik Likérka Dolany a.s., die u. a. die Kräuterliköre „Praděd“ und „Jakamarus“ produzierte und nach ihrem Konkurs 2009 aufgelöst wurde.

## Gemeindegliederung
Die Gemeinde Dolany besteht aus den Ortsteilen Dolany (Dollein), Pohořany (Pohorsch) und Véska (Weska), den Ansiedlungen Dolánky (Geblersdorf) und Nové Sady (Neustift, früher Neudörfel) sowie den Einschichten Dolní Bouda und Horní Bouda. Grundsiedlungseinheiten sind Dolany, Nové Sady, Pohořany und Véska.
Das Gemeindegebiet gliedert sich in die Katastralbezirke Dolany u Olomouce, Pohořany na Moravě und Véska u Olomouce.

## Sehenswürdigkeiten
- Schloss Dolany, der Renaissancebau wurde 1667 durch die Kartäuser als Jagdschloss errichtet. Seit dem 19. Jahrhundert diente es als Amtsgebäude. Zunächst war es Sitz der herrschaftlichen Forstadministration, heute der Gemeindeverwaltung.
- Lustschlösschen im Pfarrgarten, erbaut 1844 im orientalischen Stil
- Pfarrkirche St. Matthäus, errichtet 1776–1785 vom Baumeister Wenzel Beda anstelle eines älteren Vorgängerbaus. Sie wurde 1801 geweiht, die Weihe des Altars erfolgte 1781. Die älteste der fünf Glocken stammt von 1497.
- Reste der 1389 gegründeten Kartause „Vallis Josaphat“ und der Klosterkirche St. Marien, am Hügel östlich des Ortes, sie wurden 1437 während der Hussitenkriege von der Stadt Olmütz geschleift. Später stand an der Stelle der Kartause das Kirchlein der Kreuzerhöhung, das 1782 abgetragen wurde.
- Pfarrhaus, es entstand zwischen 1829 und 1835 um einen alten Kern aus den 1770er Jahren. Am Gebäude befindet sich eine Gedenktafel für den Pfarrer und Pionier der Bienenzucht Jan Stáhala (1811–1884) mit einem 1936 von Karel Lenhart geschaffenen Porträtmedaillon
- Säule des hl. Johannes von Nepomuk auf dem Dorfplatz, geschaffen 1709
- Kapelle St. Peter und Paul in Véska, errichtet 1829
- Hölzerner Glockenturm in Nové Sady, errichtet zu Beginn des 20. Jahrhunderts
- Hölzerner Glockenturm in Pohořany, geschaffen 1930
- Nischenkapelle Dolní Bouda, aus dem Jahre 1810
- Glockenturm in Dolánky, errichtet 1887